# (3487) Edgeworth
(3487) Edgeworth (1978 UF) – planetoida z grupy pasa głównego asteroid okrążająca Słońce w ciągu 4,21 lat w średniej odległości 2,61 j.a. Odkrył ją Henry Lee Giclas 28 października 1978 roku.